# Rivière Vallée
Pour les articles homonymes, voir Vallée (homonymie).
La rivière Vallée est un affluent de la rive ouest de la rivière Chaudière laquelle coule vers le nord pour se déverser sur la rive sud du fleuve Saint-Laurent. Elle coule dans les municipalités de Saint-Elzéar (La Nouvelle-Beauce) et de Sainte-Marie-de-Beauce, dans la municipalité régionale de comté (MRC) de La Nouvelle-Beauce, dans la région administrative de Chaudière-Appalaches, au Québec, au Canada.

## Géographie
Les principaux bassins versants voisins de la rivière Vallée sont :
- côté nord : rivière des Îles Brûlées, rivière Chaudière ;
- côté est : rivière Chaudière, ruisseau Saint-Elzéar ;
- côté sud : cours d'eau des Aulnaies, rivière Savoie ;
- côté ouest : rivière Beaurivage.

La rivière Vallée prend sa source en zone montagneuse, dans la municipalité de Saint-Elzéar (La Nouvelle-Beauce). Cette zone de tête est située à 2,5 km à l'ouest du centre du village de Saint-Elzéar, à 6,0 km à l'ouest de la rivière Chaudière et à 8,0 km au nord-est du mont Sainte-Marguerite.
À partir de sa source, la rivière Vallée coule sur 9,8 km en zones agricoles et forestières, répartis selon les segments suivants :
- 1,5 km vers le nord, dans Saint-Elzéar (La Nouvelle-Beauce), jusqu'à une route de campagne ;
- 3,8 km vers le nord, jusqu'à la route du rang du Bas Saint-Jacques ;
- 2,1 km vers le nord-est, jusqu'à la limite municipale de Sainte-Marie-de-Beauce ;
- 2,4 km vers le nord-est, en coupant la route 171, jusqu'à sa confluence.

La rivière Vallée se déverse sur la rive ouest de la rivière Chaudière, dans Sainte-Marie-de-Beauce. Cette confluence est située à 0,6 km en amont du l'île Perreault, à 4,2 km en aval du pont du village de Sainte-Marie-de-Beauce et à 4,0 km en amont du pont de Scott.

## Toponymie
Le toponyme rivière Vallée a été officialisé le 8 août 1977 à la Commission de toponymie du Québec.